# Kellé
Kellé ist eine Landgemeinde im Departement Gouré in Niger.

## Geographie

### Lage und Gliederung

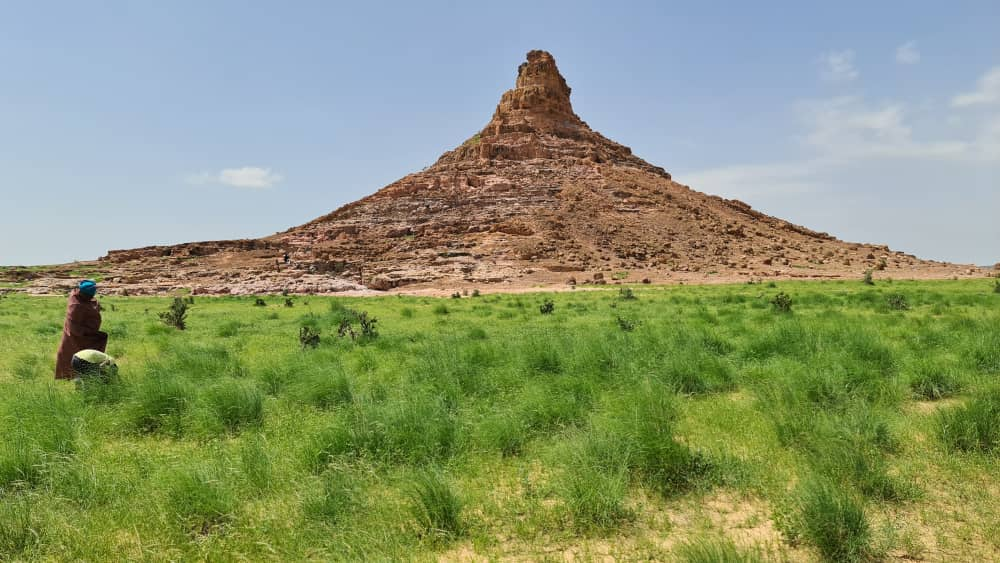
Landschaft in Kellé (2023)

Kellé liegt in der Sahelzone. Im Gemeindegebiet von Kellé befindet sich das schroffe Gebirge Koutous, das von in der Regenzeit Wasser führenden Trockentälern durchzogen ist. Die Nachbargemeinden sind Alakoss im Nordwesten, Tesker im Nordosten, Goudoumaria im Südosten, Gouré im Süden und Gamou im Westen.
Bei den Siedlungen im Gemeindegebiet handelt es sich um 71 Dörfer, 166 Weiler, 15 Lager und zwei Wasserstellen. Der Hauptort der Landgemeinde ist das Dorf Kellé. Es liegt auf einer Höhe von 433 m.

### Klima
In Kellé herrscht trockenes Wüstenklima vor. Die Niederschlagsmessstation im Hauptort wurde 1989 in Betrieb genommen.
|                        | Jan  | Feb  | Mär  | Apr  | Mai  | Jun  | Jul  | Aug  | Sep  | Okt  | Nov  | Dez  |   |      |
| Mittl. Temperatur (°C) | 19,6 | 22,9 | 27,0 | 31,2 | 33,0 | 32,7 | 30,3 | 28,3 | 30,2 | 29,4 | 24,8 | 20,4 | ⌀ | 27,5 |
| Mittl. Tagesmax. (°C)  | 27,3 | 31,0 | 35,2 | 39,2 | 40,4 | 39,4 | 36,3 | 33,6 | 36,9 | 36,6 | 32,5 | 28,1 | ⌀ | 34,7 |
| Mittl. Tagesmin. (°C)  | 12,4 | 15,3 | 18,6 | 22,5 | 24,7 | 25,8 | 25,2 | 24,0 | 24,1 | 22,3 | 17,6 | 13,5 | ⌀ | 20,5 |
|                        |      |      |      |      |      |      |      |      |      |      |      |      |   |      |
| Niederschlag (mm)      | 0    | 0    | 0    | 0    | 3    | 8    | 52   | 101  | 25   | 2    | 0    | 0    | Σ | 191  |
|                        |      |      |      |      |      |      |      |      |      |      |      |      |   |      |
| Sonnenstunden (h/d)    | 10,2 | 10,5 | 10,8 | 11,2 | 11,5 | 11,6 | 11,1 | 10,2 | 10,8 | 10,6 | 10,3 | 10,2 | ⌀ | 10,7 |
|                        |      |      |      |      |      |      |      |      |      |      |      |      |   |      |
| Regentage (d)          | 0    | 0    | 0    | 0    | 1    | 2    | 8    | 10   | 4    | 0    | 0    | 0    | Σ | 25   |
|                        |      |      |      |      |      |      |      |      |      |      |      |      |   |      |
| Luftfeuchtigkeit (%)   | 18   | 13   | 10   | 10   | 16   | 28   | 49   | 63   | 41   | 21   | 18   | 20   | ⌀ | 25,7 |

| 12,4 |

| 15,3 |

| 18,6 |

| 22,5 |

| 24,7 |

| 25,8 |

| 25,2 |

| 24,0 |

| 24,1 |

| 22,3 |

| 17,6 |

| 13,5 |

| 12,4 |

| 15,3 |

| 18,6 |

| 22,5 |

| 24,7 |

| 25,8 |

| 25,2 |

| 24,0 |

| 24,1 |

| 22,3 |

| 17,6 |

| 13,5 |

| N i e d e r s c h l a g | 0   | 0   | 0   | 0   | 3   | 8   | 52  | 101 | 25  | 2   | 0   | 0   |
|                         | Jan | Feb | Mär | Apr | Mai | Jun | Jul | Aug | Sep | Okt | Nov | Dez |

### Natur
In der Gemeinde gibt es mehrere geschützte Wälder:
- Forêt classée de Kellé (1.670 Hektar) beim Hauptort
- Forêt classée d’Azoumba (675 Hektar) beim Dorf Azoumba
- Forêt classée de Bariki (250 Hektar) beim Weiler Bariki
- Forêt classée de Dalakaouri (244 Hektar) beim Dorf Dalakaouri
- Forêt classée de Gadaboubi (280 Hektar) beim Dorf Gadaboubi
- Forêt classée de Guirbo (2.560 Hektar) beim Dorf Guirbo
- Forêt classée de Kaïgama (287 Hektar) beim Dorf Kaïgama
- Forêt classée de Kanama (960 Hektar) beim Weiler Kanama
- Forêt classée de Kaoutchouloum (395 Hektar) beim Dorf Kaoutchouloum
- Forêt classée de Koura Baori (590 Hektar) beim Weiler Koura Baori
- Forêt classée de Madja Ganglédi (443 Hektar) beim Dorf Madja Ganglédi
- Forêt classée de Sananawa (9.700 Hektar) beim Weiler Sananawa[6]

Es wurden folgende Vogelarten beobachtet:
- Schikrasperber (Accipiter badius)
- Teichrohrsänger (Acrocephalus scirpaceus)
- Bandastrild (Amadina fasciata)
- Haussegler (Apus affinis)
- Akaziendrosselhäherling (Argya fulva)
- Alektoweber (Bubalornis albirostris)
- Wüstenuhu (Bubo ascalaphus)
- Grauuhu (Bubo cinerascens)
- Kuhreiher (Bubulcus ibis)
- Kaptriel (Burhinus capensis)
- Kampfläufer (Calidris pugnax)
- Grünmantel-Bogenflügel (Camaroptera brachyura)
- Marmornachtschwalbe (Caprimulgus inornatus)
- Rußheckensänger (Cercotrichas podobe)
- Abdimstorch (Ciconia abdimii)
- Elfennektarvogel (Cinnyris pulchellus)
- Rohrweihe (Circus aeruginosus)
- Steppenweihe (Circus macrourus)
- Jakobinerkuckuck (Clamator jacobinus)
- Guineataube (Columba guinea)
- Senegalracke (Coracias abyssinicus)
- Blauracke (Coracias garrulus)
- Schildrabe (Corvus albus)
- Wüstenrabe (Corvus ruficollis)
- Witwenpfeifgans (Dendrocygna viduata)
- Graubrustspecht (Dendropicos goertae)
- Seidenreiher (Egretta garzetta)
- Hausammer (Emberiza sahari)
- Bergammer (Emberiza tahapisi)
- Gelbbaucheremomela (Eremomela icteropygialis)
- Weißwangenlerche (Eremopterix leucotis)
- Weißstirnlerche (Eremopterix nigriceps)
- Afrikanischer Silberschnabel (Euodice cantans)
- Turmfalke (Falco tinnunculus)
- Haubenlerche (Galerida cristata)
- Grünbrust-Nektarvogel (Hedydipna platura)
- Stelzenläufer (Himantopus himantopus)[7]
- Fahlkehlschwalbe (Hirundo aethiopica)[8]
- Blassspötter (Iduna pallida)
- Grünschwanz-Glanzstar (Lamprotornis chalybaeus)
- Rotbauch-Glanzstar (Lamprotornis pulcher)
- Iberienraubwürger (Lanius meridionalis)
- Rotkopfwürger (Lanius senator)
- Grautoko (Lophoceros nasutus)
- Blutbrust-Bartvogel (Lybius vieilloti)
- Weißkehlspint (Merops albicollis)
- Bronzescheitel-Smaragdspint (Merops orientalis)
- Gabarhabicht (Micronisus gabar)
- Schwarzmilan (Milvus m. migrans/parasitus/aegyptius)
- Buschlerche (Mirafra cantillans)
- Rußschmätzer (Myrmecocichla aethiops)
- Helmperlhuhn (Numida meleagris)
- Kaptäubchen (Oena capensis)
- Maurensteinschmätzer (Oenanthe hispanica)
- Saharasteinschmätzer (Oenanthe leucopyga)
- Schwarzschwanz (Oenanthe melanura)
- Graukopfsperling (Passer griseus)
- Braunrücken-Goldsperling (Passer luteus)
- Grünbaumhopf (Phoeniculus purpureus)
- Sichler (Plegadis falcinellus)
- Zwergweber (Ploceus luteolus)
- Wüstenschwalbe (Ptyonoprogne obsoleta)
- Graubülbül (Pycnonotus barbatus)
- Violettsichelhopf (Rhinopomastus aterrimus)
- Glanzente (Sarkidiornis melanotos)
- Palmtaube (Spilopelia senegalensis)
- Schuppenkopfprinie (Spiloptila clamans)
- Brillentaube (Streptopelia decipiens)
- Lachtaube (Streptopelia roseogrisea)
- Weißbartgrasmücke (Sylvia cantillans)
- Braunbauchsylvietta (Sylvietta brachyura)
- Savannentoko (Tockus erythrorhynchus)
- Perlbartvogel (Trachyphonus margaritatus)
- Grünschenkel (Tringa nebularia)
- Schleiereule (Tyto alba)
- Wiedehopf (Upupa epops)
- Blaunacken-Mausvogel (Urocolius macrourus)[7]

Folgende Schlangenarten wurden gesichtet:
- Weißbauch-Sandrasselotter (Echis leucogaster)
- Sahara-Sandboa (Eryx muelleri)
- Myriopholis boueti
- Psammophis elegans
- Psammophis praeornatus
- Gestreifte Sandrennnatter (Psammophis sibilans)
- Moilanatter (Rhagerhis moilensis)
- Spalerosophis diadema
- Telescopus tripolitanus[9]

## Geschichte
Kellé wurde vermutlich zu Beginn des 18. Jahrhunderts von Atari Goumsoumi gegründet, einem Prinzen aus Bornu, der den Ort im abgelegenen Bergland von Koutous zu seinem Herrschaftssitz machte. Einer seiner Nachfolger, der ebenfalls Goumsoumi hieß und von 1835 bis 1843 regierte, hatte einen Neffen namens Kosso, der von Gouré aus die Provinz Mounio südlich von Kellé beherrschte. Goumsoumi war gezwungen, Kellé unter die Oberherrschaft Kossos zu stellen. Die Nachfolger Goumsoumis waren der von 1843 bis 1850 regierende May Abdou, der von 1850 bis 1858 regierende May Dokey und der von 1858 bis 1868 regierende May Moustafa.
Im Jahr 1861 ließ Ténimoun, der Sultan von Zinder, Kellé angreifen und May Moustafa gefangen nehmen. Kellé wurde nun Zinder tributpflichtig. Als May Moustafa 1868 von einer Abordnung aus Bornu getötet wurde, annektierte Sultan Ténimoun Kellé als Teil seines Reichs. Er setzte bald Statthalter im Ort ein, die Angehörige einer neuen Dynastie waren: von 1874 bis 1877 Koura, dem dessen Söhne im Amt nachfolgten, von 1877 bis 1881 May Madi und von 1881 bis 1884 May Melé. Sultan Sélimane, ein Nachfolger Sultan Ténimouns, überlegte die alte Dynastie wieder einzusetzen und schlug 1885 Ténimou, einem Sohn des getöteten May Moustafa, vor nach Kellé zurückzukehren. Der zog es jedoch vor im Exil in Bornu zu bleiben. So wurde ein Bruder May Melés, May Koutousma, der Koutousma Arati genannt wurde, bis 1890 Statthalter des Sultans in Kellé. In den darauffolgenden zehn Jahren wurde der Ort direkt von Zinder aus verwaltet. Erst im Jahr 1900 wurde ein Angehöriger der alten Dynastie Statthalter in Kellé: Mahamadou, ein Sohn May Dokeys.

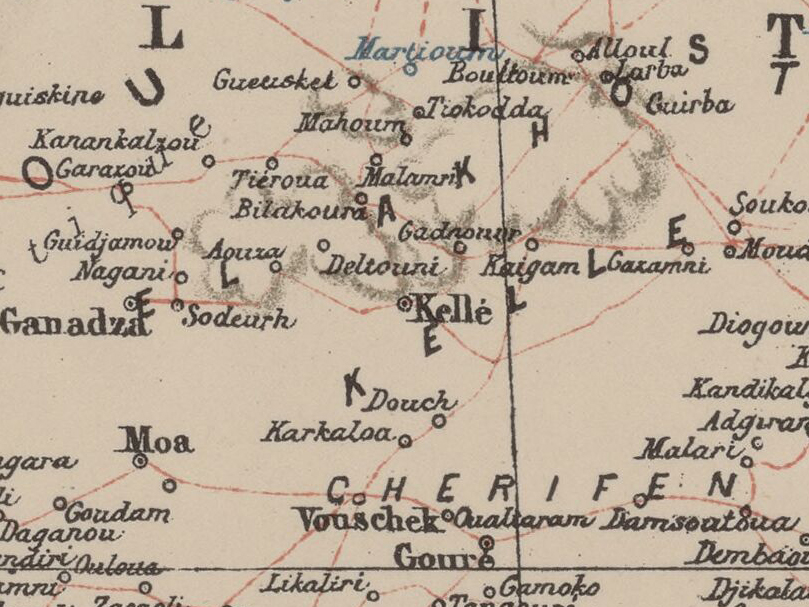
Ausschnitt einer Karte von 1903 mit Kellé im Zentrum

Der Ort fiel Anfang des 20. Jahrhunderts an Frankreich. Der britische Reiseschriftsteller A. Henry Savage Landor besuchte die Gegend 1906 bei seiner zwölfmonatigen Afrika-Durchquerung und passierte unter anderem den Weiler Sananawa. Er beschrieb große halbmondförmige Dünen, in denen sich oft Dörfer und gelegentlich ausgedehnte Hirsefelder befanden. Der Markt von Kellé war einer der kleinen Märkte in der Region, die damals von der französischen Verwaltung zugelassen wurden.
Die Landgemeinde Kellé ging als Verwaltungseinheit 2002 bei einer landesweiten Verwaltungsreform aus dem Kanton Kellé/Koutous hervor.

## Bevölkerung
Bei der Volkszählung 2012 hatte die Landgemeinde 74.425 Einwohner, die in 13.549 Haushalten lebten. Bei der Volkszählung 2001 betrug die Einwohnerzahl 44.225 in 9.130 Haushalten.
Im Hauptort lebten bei der Volkszählung 2012 1.799 Einwohner in 337 Haushalten, bei der Volkszählung 2001 3.301 in 661 Haushalten und bei der Volkszählung 1988 1.220 in 242 Haushalten.
In Kellé leben Angehörige der vor allem Agropastoralismus betreibenden Kanuri-Untergruppe Dagara sowie der auf Fernweidewirtschaft spezialisierten Fulbe-Untergruppen Dabanko’en, Oudah’en, Tountoumankej und Wodaabe und Tuareg-Untergruppe Kanimatane.

## Politik
Der Gemeinderat (conseil municipal) hat 19 gewählte Mitglieder. Mit den Kommunalwahlen 2020 sind die Sitze im Gemeinderat wie folgt verteilt: 11 PNDS-Tarayya, 7 MNSD-Nassara und 1 RDR-Tchanji.
Jeweils ein traditioneller Ortsvorsteher (chef traditionnel) steht an der Spitze von 65 Dörfern in der Gemeinde, darunter dem Hauptort.

## Wirtschaft und Infrastruktur

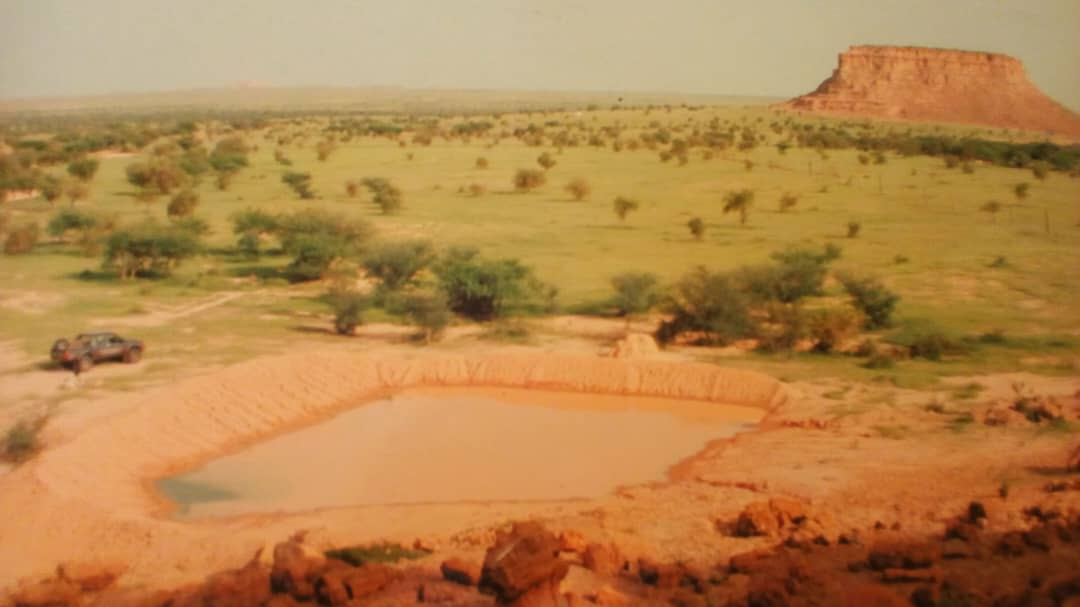
Eine Wasserstelle im Koutous-Massiv in Kellé (2023)

Im Dorf Kringuim gibt es einen Viehmarkt. Der Markttag ist Dienstag. In den Siedlungen Boultoumfoutem, Kaoutchouloum und Madja Ganglédi werden Wochenmärkte abgehalten. Das staatliche Versorgungszentrum für landwirtschaftliche Betriebsmittel und Materialien (CAIMA) unterhält eine Verkaufsstelle im Hauptort. Beim Weiler Maïnari befindet sich auf einem Gebiet von 150 Hektar eine Zuchtfarm für Afrikanische Strauße. In der kühlereren Jahreszeit dient das Koutous-Massiv als Weideland für die Viehherden der transhumant lebenden Fulbe und Tuareg.
Gesundheitszentren des Typs Centre de Santé Intégré (CSI) sind im Hauptort sowie in den Siedlungen Boudjouri, Boultoumfoutem, Gadjamni und Kringuim vorhanden. Der CEG Kellé ist eine allgemein bildende Schule der Sekundarstufe des Typs Collège d’Enseignement Général (CEG). Das Berufsausbildungszentrum Centre de Formation aux Métiers de Kellé (CFM Kellé) bietet Lehrgänge in Metallbau und familiärer Wirtschaft an.
Die 187,5 Kilometer lange Nationalstraße 34 zwischen der Nationalstraße 11 und Gouré führt durch den Gemeindehauptort Kellé. Es handelt sich um eine einfache Erdstraße. Im Hauptort zweigt die 125 Kilometer lange Route 731 nach Tesker ab, eine einfache Piste.

## Persönlichkeiten
- Inoussa Ousséïni (1949–2021), Filmregisseur, Politiker und Diplomat